# Кацина
Кацина је једна од држава Нигерије. Налази се на северу земље, а главни град државе је Кацина. Држава Кацина је формирана 1987. године и има 6.483.429 становника (подаци из 2005). Држава је настањена народом Хауса. Кацина је једна од држава Нигерије у којима је уведен шеријатски закон. 